# Bhatia olivaceus
Bhatia olivaceus är en insektsart som beskrevs av Melichar 1903. Bhatia olivaceus ingår i släktet Bhatia och familjen dvärgstritar. Inga underarter finns listade i Catalogue of Life.